# Org 37,684
Org 37,684 je lek koji deluje kao potentan i selektivni agonist za 5-HT2 receptorsku familiju, sa najvećim afinitetom za  i nižim za  podtipove. On manifestuje anoreksne efekte u životinjskim studijama i bio je istraživan kao potencijan lek za mršavljenje ljudi.